# Challenge Ciclista a Mallorca 2011
La XX Challenge Ciclista a Mallorca trascurrió entre el 6 y el 10 de febrero de 2011. La carrera, como viene siendo habitual, la compusieron 5 trofeos independientes dentro del UCI Europe Tour 2010-2011 de categoría 1.1, los mismos que en la pasada edición, siendo un total de 756,5 km la suma de todos ellos. 
Tomaron parte en la carrera 20 equipos. Los 2 equipos españoles de categoría UCI ProTeam (Movistar Team y Euskaltel-Euskadi); los 3 de categoría Profesional Continental (Geox-TMC, Caja Rural y Andalucía Caja Granada); los 2 de categoría Continental (Burgos 2016-Castilla y León y Orbea Continental); y la Selección de España de pista. En cuanto a representación extranjera, estuvieron 13 equipos: los UCI ProTour del Leopard Trek, Team RadioShack, Katusha Team, Team Garmin-Cervélo, Rabobank Cycling Team, Omega Pharma-Lotto, QuickStep Cycling Team, HTC-Highroad; los Profesionales Continentales del Cofidis, le Crédit en Ligne, Skil-Shimano y Team NetApp; el Continental suizo Pryce, Your Bike; y la Selección Alemana de pista.
Cada equipo pudo alinear un mínimo de 6 y un máximo de 10 corredores por trofeo para formar, en ese caso, un pelotón de 200 corredores (límite para carreras profesionales).
Los ganadores de los trofeos fueron Tyler Farrar (quien se hizo con los dos primeros), Ben Hermans, José Joaquín Rojas y Murilo Fischer, respectivamente.

## Clasificaciones

### Trofeos

#### 06-02-2011: Trofeo Palma de Mallorca, 116 km
| Posición | Ciclista                  | Equipo                      | Tiempo     |
| -------- | ------------------------- | --------------------------- | ---------- |
| 1        | Tyler Farrar              | Garmin-Cervélo              | 2h 32' 24" |
| 2        | Francisco Ventoso         | Movistar                    | m.t.       |
| 3        | Marcel Kittel             | Skil-Shimano                | m.t.       |
| 4        | José Joaquín Rojas        | Movistar                    | m.t.       |
| 5        | Klaas Lodewijck           | Omega Pharma-Lotto          | m.t.       |
| 6        | Vicente Grau              | Burgos 2016-Castilla y León | m.t.       |
| 7        | Juan José Lobato          | Andalucía Caja Granada      | m.t.       |
| 8        | Koldo Fernández de Larrea | Euskaltel-Euskadi           | m.t.       |
| 9        | Tony Gallopin             | Cofidis, le Crédit en Ligne | m.t.       |
| 10       | Dries Devenyns            | QuickStep                   | m.t.       |

##### Otras clasificaciones
- Combinada:  Tyler Farrar ( Garmin-Cervélo)
- Montaña:  Tyler Farrar ( Garmin-Cervélo)
- Metas volantes:  Oleg Chuzhda ( Caja Rural)
- Sprints especiales:  Oleg Chuzhda ( Caja Rural)
- Balear: Joan Horrach (Katusha)

#### 07-02-2011: Trofeo Cala Millor-Cala Millor, 172,4 km
| Posición | Ciclista           | Equipo             | Tiempo     |
| -------- | ------------------ | ------------------ | ---------- |
| 1        | Tyler Farrar       | Garmin-Cervélo     | 4h 04' 11" |
| 2        | John Degenkolb     | HTC-Highroad       | m.t.       |
| 3        | Leigh Howard       | HTC-Highroad       | m.t.       |
| 4        | Klaas Lodewijck    | Omega Pharma-Lotto | m.t.       |
| 5        | Francisco Ventoso  | Movistar           | m.t.       |
| 6        | Marcel Kittel      | Skil-Shimano       | m.t.       |
| 7        | Daniel Schorn      | NetApp             | m.t.       |
| 8        | Robert Wagner      | Leopard Trek       | m.t.       |
| 9        | Giacomo Nizzolo    | Leopard Trek       | m.t.       |
| 10       | José Joaquín Rojas | Movistar           | m.t.       |

##### Otras clasificaciones
- Combinada:  Steven Cozza ( NetApp)
- Montaña:  Luis Pasamontes ( Movistar)
- Metas volantes:  Adrián Sáez de Arregi ( Orbea Continental)
- Sprints especiales:  Steven Cozza ( NetApp)
- Balear: Lluís Mas (Burgos 2016-Castilla y León)

#### 08-02-2011: Trofeo Inca-Inca, 166,6 km
| Posición | Ciclista            | Equipo                      | Tiempo     |
| -------- | ------------------- | --------------------------- | ---------- |
| 1        | Ben Hermans         | RadioShack                  | 4h 02' 23" |
| 2        | Arkaitz Durán       | Geox-TMC                    | m.t.       |
| 3        | Xavier Tondo        | Movistar                    | m.t.       |
| 4        | Murilo Fischer      | Garmin-Cervélo              | + 45"      |
| 5        | Sebastian Langeveld | Rabobank                    | m.t.       |
| 6        | Ryder Hesjedal      | Garmin-Cervélo              | m.t.       |
| 7        | Danilo Di Luca      | Katusha                     | m.t.       |
| 8        | Juanjo Cobo         | Geox-TMC                    | m.t.       |
| 9        | Gorka Izagirre      | Euskaltel-Euskadi           | m.t.       |
| 10       | Tony Gallopin       | Cofidis, le Crédit en Ligne | m.t.       |

##### Otras clasificaciones
- Combinada:  Ben Hermans ( RadioShack)
- Montaña:  Ben Hermans ( RadioShack)
- Metas volantes:  Adrián Palomares ( Andalucía Caja Granada)
- Sprints especiales:  Adrián Palomares ( Andalucía Caja Granada)
- Balear: Joan Horrach (Katusha)

#### 09-02-2011: Trofeo Deyá, 143 km
| Posición | Ciclista            | Equipo            | Tiempo     |
| -------- | ------------------- | ----------------- | ---------- |
| 1        | José Joaquín Rojas  | Movistar          | 3h 18' 59" |
| 2        | Gorka Izagirre      | Euskaltel-Euskadi | m.t.       |
| 3        | Juan José Cobo      | Geox-TMC          | m.t.       |
| 4        | Sebastian Langeveld | Rabobank          | m.t.       |
| 5        | Tony Martin         | HTC-Highroad      | m.t.       |
| 6        | Francisco Ventoso   | Movistar          | m.t.       |
| 7        | Ryder Hesjedal      | Garmin-Cervélo    | m.t.       |
| 8        | Danilo Di Luca      | Katusha           | m.t.       |
| 9        | Daniel Moreno       | Katusha           | m.t.       |
| 10       | Dries Devenyns      | QuickStep         | m.t.       |

##### Otras clasificaciones
- Combinada:  José Joaquín Rojas ( Movistar)
- Montaña:  Fabio Duarte ( Geox-TMC)
- Metas volantes:  Philippe Gilbert ( Omega Pharma-Lotto)
- Sprints especiales:  Davide Malacarne ( QuickStep)
- Balear: Joan Horrach (Katusha)

#### 10-02-2011: Trofeo Magaluf–Palmanova, 158,5 km
| Posición | Ciclista           | Equipo                      | Tiempo     |
| -------- | ------------------ | --------------------------- | ---------- |
| 1        | Murilo Fischer     | Garmin-Cervélo              | 4h 09' 49" |
| 2        | Óscar Freire       | Rabobank                    | m.t.       |
| 3        | José Joaquín Rojas | Movistar                    | m.t.       |
| 4        | Francisco Ventoso  | Movistar                    | m.t.       |
| 5        | Giacomo Nizzolo    | Leopard Trek                | m.t.       |
| 6        | Tony Gallopin      | Cofidis, le Credit en Ligne | m.t.       |
| 7        | Dario Cataldo      | QuickStep                   | m.t.       |
| 8        | Klaas Lodewijck    | Omega Pharma-Lotto          | m.t.       |
| 9        | Tom Leezer         | Rabobank                    | m.t.       |
| 10       | John Degenkolb     | HTC-Highroad                | m.t.       |

##### Otras clasificaciones
- Combinada:  Murilo Fischer ( Garmin-Cervélo)
- Montaña:  Adrián Palomares ( Andalucía Caja Granada)
- Metas volantes:  Javier Ramírez ( Andalucía Caja Granada)
- Sprints especiales:  Jonathan Castroviejo ( Euskaltel-Euskadi)
- Balear: Vicente Reynés (Omega Pharma-Lotto)

## Polémica con los pinganillos
Para la temporada 2011 la UCI obligó a no llevar pinganillos en todas las carreras de los Circuitos Continentales UCI (no UCI WorldTour), que produjeron protestas por parte de algunos equipos en algunas pruebas, no en todas, del inicio del año. La Challenge no fue ajena a dichas protestas y en el primer trofeo muchos equipos, sobre todo los UCI ProTour que participaban, decidieron salir con dicho instrumento de comunicación desobedeciendo las normas. Por lo que los jueces árbitro abandonaron la carrera no dando en principio validez a la prueba. Sin embargo la UCI finalmente si la dio por válida.